# Захаревич, Мария Георгиевна
Мария Георгиевна Захаревич (род. 28 ноября 1936, д. Новосёлки (вошла в состав г. Мядель) Мядельского района Минской области) — актриса театра, театральный режиссёр, Народная артистка Белорусской ССР (1977).

## Биография
Окончила Белорусский государственный театрально-художественный институт (1957). После окончания учёбы была зачислена в труппу театра имени Янки Купалы. За почти 50 лет служения первой сцене республики М. Г. Захаревич создала более 60 разнообразных ролей — целую галерею ярких женских образов, которые составляют золотую страницу истории театра. Актриса самобытного таланта всегда с успехом выполняет роли и драматические, и комедийные, и трагические.
Лучшие роли Марии Георгиевны: Анна («Люди на болоте» И. Мележа), Наталья Фадеевна («И смолкли птицы» И. Шамякина), Анна («Плач перепёлки» И. Чигринова), Полина Ивановна («Последний шанс» В. Быкова), («Характеры» по В. Шукшину), Елена («Дети солнца» М. Горького), Гурмыжская («Лес» А. Островского) и многие другие.
Снялась в кинофильмах: «Чужая батьковщина», «Я, Франциск Скорина…», «Люди на болоте», «Руины стреляют…» и др. Продолжительное время является педагогом сценического языка в Белорусском университете культуры. Принимает активное участие в жюри различных театральных фестивалей.
Многие годы на радио звучит лирический дивный голос Марии Георгиевны, отличающийся задушевностью, поэтической взволнованностью, и не случайно её называют «королевой радио». В «Золотом фонде» белорусского радио хранится более 200 записей радиопостановок и  других материалов с участием Марии Захаревич.
Последнее время занимается режиссурой. Осуществила постановки «Последняя жертва» А. Островского, «Характеры» В. Шукшина, экспериментальный спектакль «Я не покину тебя».
В 2016 году народную артистку с 80-летним юбилеем поздравил президент Беларуси Александр Лукашенко. В связи с юбилеем в Мядельском музее народной Славы прошла специальная фотовыставка "И взошла над Белорусью звездой...".

## Награды
Лауреат Государственной премии Белорусской ССР (1984). Награждена Почётной грамотой Кабинета Министров Республики Беларусь (1996), Почётной грамотой Совета Министров Республики Беларусь (2005), орденами Дружбы народов (1986) и Франциска Скорины (2020), медалями «Ветеран труда» (1987) и Франциска Скорины (1996).
Народная артистка Белорусской ССР (1977).
Заслуженная артистка Белорусской ССР (1967)
Почётный гражданин Минской области (2012).
Почётный гражданин Мядельского района (2014).

## Фильмография

### Роли в кино
- 1967 — Житие и вознесение Юрася Братчика — крестьянка
- 1967 — И никто другой — подруга Тоси на суде
- 1968 — Надпись на срубе (к/м) — дочь Вечоры
- 1969 — Сыновья уходят в бой
- 1969 — Я, Франциск Скорина… — эпизод
- 1970/1971/1972 — Руины стреляют… — Марыся, Мария Осипова
- 1971 — День моих сыновей — эпизод
- 1972 — Зимородок — мать Зои
- 1973 — Тартак — мама Алёши
- 1974 — Ясь и Янина — Клара Ивановна
- 1976 — Воскресная ночь — жена Закружного
- 1976, 1978 — Время выбрало нас — многодетная мать
- 1977 — Птицы на снегу (короткометражный)
- 1977 — Чёрная берёза — эпизод
- 1980 — Буквы на мраморе (короткометражный)
- 1980 — Половодье — эпизод
- 1981 — Контрольная по специальности — эпизод
- 1981 — Последний шанс (бел. Апошні шанц) (фильм-спектакль) — Полина Ивановна, подпольщица
- 1981 — Люди на болоте, фильм первый «Полесской хроники» — Анна
- 1982 — Дыхание грозы, фильм второй «Полесской хроники» — Анна
- 1984 — Прости нас, первая любовь — мать Кости
- 1986 — Экзамен на директора — Татьяна Григорьевна, капитан милиции
- 1988 — Наш бронепоезд — эпизод
- 1990 — Мудромер (фильм-спектакль) — Крутая
- 1990 — Франка — жена Хама — Авдотья, кума Павла
- 1991 — Тутэйшыя (фильм-спектакль) — Гануля Знощиха
- 1993 — У попа была собака…
- 1997 — Дела Лоховского, серия «Привет от тёзки» — Марфа Ильинична, хозяйка дома, где остановился Вася-Лох
- 2003 — Территория сопротивления (киноальманах), новелла «Мать» — Степанида
- 2006 — Соблазн — старуха- пациентка
- 2009 — Суд (сериал), 15-я серия «Слово чести»
- 2010 — Гадание при свечах (сериал) — баба Груня
- 2010 — Месть (сериал) — эпизод (нет в титрах)
- 2017 — Возвращайся домой (минифильм) — мама

### Озвучивание мультфильмов
- 1984 — Хлеб
- 1985 — Ты меня не бойся